# Средние соли
Средние соли — соли, являющиеся продуктами замещения всех катионов водорода в молекулах кислоты на катионы металла, например хлорид натрия, карбонат натрия.
Названия (наименования) этих солей образуются от названий кислотного остатка и металла. Если металл имеет переменную валентность, то указывают и её.

## Получение
Существуют различные методы получения средних солей:
- Взаимодействие металлов с неметаллами: {\displaystyle {\ce {2Na + Cl2 -> 2NaCl}}}
- Взаимодействие металлов с кислотами: {\displaystyle {\ce {Zn + H2SO4 -> ZnSO4 + H2 ^}}}
- Взаимодействие основного оксида с кислотным оксидом: {\displaystyle {\ce {CaO + CO2 -> CaCO3 v}}}
- Взаимодействие основных и амфотерных оксидов с кислотами: {\displaystyle {\ce {CuO + H2SO4 -> CuSO4 + H2O}}}{\displaystyle {\ce {BeO + H2SO4 -> BeSO4 + H2O}}}
- Разложение некоторых солей: {\displaystyle {\ce {2NaHCO3 ->[{t}] Na2CO3 + H2O + CO2 ^}}}

## Химические свойства
- Растворимые соли — электролиты, поэтому могут распадаться на ионы: {\displaystyle {\ce {NaCl -> Na+ + Cl-}}}
- Могут разлагаться под действием температуры (термическое разложение): {\displaystyle {\ce {CaCO3 ->[{t}] CaO + CO2 ^}}}
- Взаимодействуют с металлами: {\displaystyle {\ce {Zn + CuSO4 -> ZnSO4 + Cu v}}}